# Delfín Benítez Cáceres
Delfín Benítez Cáceres (ur. 24 września 1910 w Asunción zm. 8 stycznia 2004), paragwajski piłkarz, napastnik i trener piłkarski. Długoletni zawodnik argentyńskiego Boca Juniors.
W ojczyźnie grał w Club Libertad. W 1932 wyjechał do Argentyny i w tamtejszej lidze występował przez kilkanaście lat. Zaczynał w Boca Juniors, gdzie stworzył znakomite trio napastników z Roberto Cherro i Francisco Varallo. Do 1939 w 162 ligowych spotkaniach zdobył 107 bramek. Później grał w Racing Club de Avellaneda (1939-41) i Ferro Carril Oeste (1941-44). W 1940 był królem strzelców I ligi.
Zaliczył występy reprezentacyjne w barwach dwóch krajów. Dla Paragwaju w latach zagrał 15 razy i strzelił 3 gole. Brał udział w Copa América 1929 oraz 1946. W 1934 raz wystąpił w reprezentacji Argentyny (1 trafienie).
Jako trener pracował w Kolumbii i Wenezueli.